# Emmaboda
Emmaboda er hovedby i Emmaboda kommune, Kalmar län, Småland, Sverige.
Da byen ligger midt mellem Växjö, Kalmar og Karlskrona med ca. 60 km til hver, deles Kust till Kust-strækningen fra Göteborg over Växjö i Emmaboda, med en bane til Kalmar og en anden til Karlskrona.
Emmaboda er mod øst vokset sammen med Lindås og har to store virksomheder, ITT Flygt og Emmaboda Glasverk. Desuden er der mange små og mellemstore virksomheder. Byen er en del af Glasriget.
Emmaboda er kendt for sin festival, der finder sted den anden weekend i august.
Forfatteren Vilhelm Moberg blev født i Emmaboda kommune i landsbyen Moshultamåla i 1898. Mange af hans romaner skildrer Emmaboda og omegn.